# Teodorikov mauzolej
Teodorikov mauzolej (talijanski: Mausoleo di Teodorico) je monumentalni spomenik u okolici Ravenne (italija) koji je izgradio Teodorik Veliki, Ostrogotski vladar, kao svoju grobnicu 520. godine. Ova dvokatna građevina okruglog tlocrta, sagrađena od velikih blokova istarskog kamena, predstavlja jedinstveno i neponovljivo arhitektonsko dostignuće.
Teodorikov mauzolej je zajedno sa sedam drugih spomenika upisan na UNESCO-ov popis mjesta svjetske baštine u Europi 1996. godine pod imenom: "Ranokršćanski spomenici i mozaici u Ravenni". Prema procjeni ICOMOS-a "poseban značaj mauzoleja je u njegovim gotskim dekoracijama koje se razlikuju od rimske i bizantske umjetnosti tog razdoblja" i u činjenici da je to "jedini primjer grobnice barbarskog kralja iz tog razdoblja."

## Odlike
Dekagonalna građevina je napravljena od istarskog kamena i podijeljena je na dva kata, donji širi i gornji uži. Kamena kupola je napravljena od jednog jedinog, 300 tona teškog i 1 metar debelog, istarskog kamena promjera 10 metara, vjerojatno jednim od najvećih monolita na svijetu koji sačinjavaju kupolu. Vanjski zidne plohe su joj raščlanjene plitkim nišama na katu i dubljim u prizemlju. Na prednjoj strani je uklesana duboka niša koja uokviruje ulaz u prostoriju koja je služila za crkvene obrede, dok za gornji kat vode stube. U sredini svetišta je jedna porfirna škrinja u obliku kade bez poklopca, u kojoj ne navodno bio pokopan Teodorik. Njegovi ostaci su uklonjeni za vrijeme Bizantske vladavine, kada je mauzolej pretvoren u kršćanski oratorij Sta Maria della Rotonda ("Gospe od Rotunde"). 
U kasnom 19. stoljeću je porozno tlo, u kojem je mauzolej tonuo, isušeno i otkopano. 
- Prilaz mauzoleju
- Tlocrt mauzoleja
- Stražnja strana mauzoleja
- Unutrašnjost mauzoleja
- Teodorikov sarkofag